# Beeware
«Beeware» (conocido en Latinoamérica como Avíspate) es el tercer episodio de la primera temporada de la serie de televisión estadounidense Grimm. Escrito por David Carpenter en conjunto con David Greenwalt y Jom Kouf, y la dirección estuvo a cargo de Darnell Martin. El episodio se estrenó originalmente el 11 de noviembre de 2011 por la cadena de televisión NBC. En Latinoamérica el episodio se estrenó el 5 de diciembre de 2011 por Universal Channel.
En este episodio Nick y Hank investigan los asesinatos en masa de unas abogadas de la firma Amerimill por parte de un asesino que mata con veneno auténtico de abeja. Con ayuda de sus poderes, Nick se da cuenta de que los responsables son un clan de Mellifers, una abejas humanoides que están matando a Hexenbiest sus enemigos naturales (las víctimas). Cuando Nick se da cuenta de que el próximo blanco es la criatura que trato de matar a su tía Marie, Nick queda atrapado entre su deber como Grimm y su profesión como policía.

## Argumento
Nick y Hank investigan el asesinato de Selena Dunbrook, una abogada que murió durante una celebración en un tranvía por una picadura de una abeja. Después de probar que el veneno con el que murió Dunbrook es real, Nick y Hank comienzan a entrevistar a todos los testigos y presentes en la escena del crimen, hasta que Nick usa sus poderes e identifica a Doug Shellow y a John Coleman como unas criaturas sobrenaturales parecidas a unas abejas. 
Acto seguido los detectives siguen a los sospechosos hasta su lugar de trabajo, la papelería Primrose, donde son atacados por un enorme enjambre de abejas que incapacitan a Hank. Nick aprovecha esto para investigar a los monstruos y descubre que son unos Mellifers. Poco después recurre nuevamente a la ayuda de Monroe para rastrear a Melissa Wincroff, la mujer con la que Shellow y Coleman se reunieron antes de que las abejas aparecieran. Al llegar a la residencia de Melissa, Nick encuentra varios panales de tamaño humano en la casa, lo que quiere decir que Melissa Wincroff es la abeja reina de los Mellifers. 
Los detectives son informados de la aparición de un nuevo cadáver: Camilla Gloteid, otra abogada del bufete de abogados Amerimill, responsable de demandar a la papelería Primrose y por lo tanto la posible motivación de Melissa detrás de sus asesinatos. Advertidos del MO de los Mellifers, Nick ordena protección para Adalind Schade, otra de las abogadas del bufete y posible próximo blanco de los Mellifers. Aunque la sorpresa se la lleva él al descubrir que Adalind es la Hexenbiest que intentó asesinar a Marie. 
Un disgustado Nick acepta de mala gana proteger a Adalind, pero las cosas comienzan a complicarse cuando el hotel recibe el ataque de un enjambre de abejas más grande, controlado por una decida Melissa. Adalind presa del pánico corre al sótano donde lucha por su vida contra su enemigo natural y le suplica a Nick que la rescate, mientras que Melissa trata de razonar con el mismo explicándole que "está de su lado" y que le está haciendo un favor al matar a Adalind. Un indeciso Nick trata de encontrar un blanco hasta que decide dispararle a Melissa luego de que la Mellifer trata de asesinar a Hank. "Él viene por ti" dice la Mellifer antes de caer al suelo muerta junto con las demás abejas. Esa misma noche Nick se queda pensando si realmente está honrando las decisiones de sus ancestros como un Grimm, mientras está asomado en su ventana, Nick es picado por una abeja, posiblemente, una abeja perteneciente al enjambre de Melissa que sobrevivió.

## Elenco
- David Giuntoli como Nick Burkhardt.
- Russell Hornsby como Hank Griffin.
- Bitsie Tulloch como Juliette Silverton.
- Silas Weir Mitchell como Eddie Monroe.
- Sasha Roiz como el capitán Renard.
- Reggie Lee como el sargento Wu.

## Producción
El argumento del cuento está basado en La Reina Abeja, un relato de los hermanos Grimm. Aunque algunos elementos del episodio y la propia frase de apertura provienen de la película la reina abeja de 1952.  
El episodio está dedicado a Clay Cambern